# Carl Stahlschmidt
Johann Carl Friedrich Stahlschmidt (* 4. Dezember 1831 in Plettenberg; † 6. September 1902 in Aachen) war ein deutscher Chemiker, Geheimer Regierungsrat und Hochschullehrer.

## Leben
Nach dem Studium von 1851 bis 1854 in Gießen war Stahlschmidt von 1854 bis 1857 Assistent an der Königlichen Gewerbeakademie Berlin und von 1860 bis 1870 Lehrer für anorganische Chemie an der Königlichen Provinzialgewerbeschule in Schweidnitz. Ab 1870 war er Professor an der Königlichen Technischen Hochschule Aachen. Seine Arbeiten beschäftigten sich unter anderem mit der Herstellung von Hohlglasfabrikaten zur Aufbewahrung von Nahrungs- und Genussmitteln und der Reinigung von Zuckerrübensaft. Er publizierte Arbeiten über Nikotin, Strychnin und Brucin, sowie über die Bestimmung von Zucker im Wein. Stahlschmidt beschrieb als erster den Pilzfarbstoff Polyporsäure. Auf dem Gebiet der anorganischen Chemie gibt es von Stahlschmidt Arbeiten zur Konstitution des Chlorkalks, zu Iodstickstoff, zu Reduktionsversuchen mit Zink und zur Herstellung von Knallquecksilber.
Carl Stahlschmidt wurde 1872 Mitglied des Vereins Deutscher Ingenieure (VDI) und des Aachener Bezirksvereins des VDI.